# American Kennel Club
American Kennel Club, s kratico AKC (slovensko: 'Ameriška kinološka zveza') je združenje kinoloških zvez Združenih držav Amerike.

## Ustanovitev
Dne 17. septembra 1884 se je sestala skupina dvanajstih članov, kot odgovor na prošnjo gospoda J.M. Taylorja in Elliot Smitha. Sestali so se v prostorih Kinološkega kluba Filadelfija. Vsak član skupine je bil predstavnik kinološkega kluba, ki je v bližnji preteklosti organiziral razstavo psov. Ta nov »Klub klubov«, je danes imenovan American Kennel Club.

## Pasme
Vse pasme so razdeljene v 8 skupin. Skupine temeljijo na razlikah kot so videz ali uporaba. Skupine so:
- športna skupina (angleško Sporting Group) - 26 pasem[1]
- lovska skupina (angleško Hound Group) - 23 pasem[2]
- delovna skupina (angleško Working Group) - 25 večjih pasem[3]
- terierji (angleško Terrier Group) - 27 pasem[4]
- družna skupina (angleško Toy Group) - 21 manjših pasem namenjenih druženju[5]
- ne-športna skupina (angleško Non-Sporting Group) - 17 pasem[6]
- pastirska skupina (angleško Herding Group) - 20 pasem[7]
- mešana skupina (angleško Miscellaneous Class) - 5 pasem[8]